# Bahnhof Straupitz
Der Bahnhof Straupitz, niedersorbisch Dwórnišćo Tšupc, DR-Kürzel: Spz, war eine Betriebsstelle der Spreewaldbahn in der Gemeinde Straupitz (Spreewald) im heutigen Landkreis Dahme-Spreewald in Brandenburg. Das Empfangsgebäude ist ein eingetragenes Baudenkmal in der Denkmalliste des Landes Brandenburg. Ebenfalls denkmalgeschützt sind die Reste des ehemaligen Bahnbetriebswerks nordwestlich des Bahnhofsgebäudes.

## Geschichte

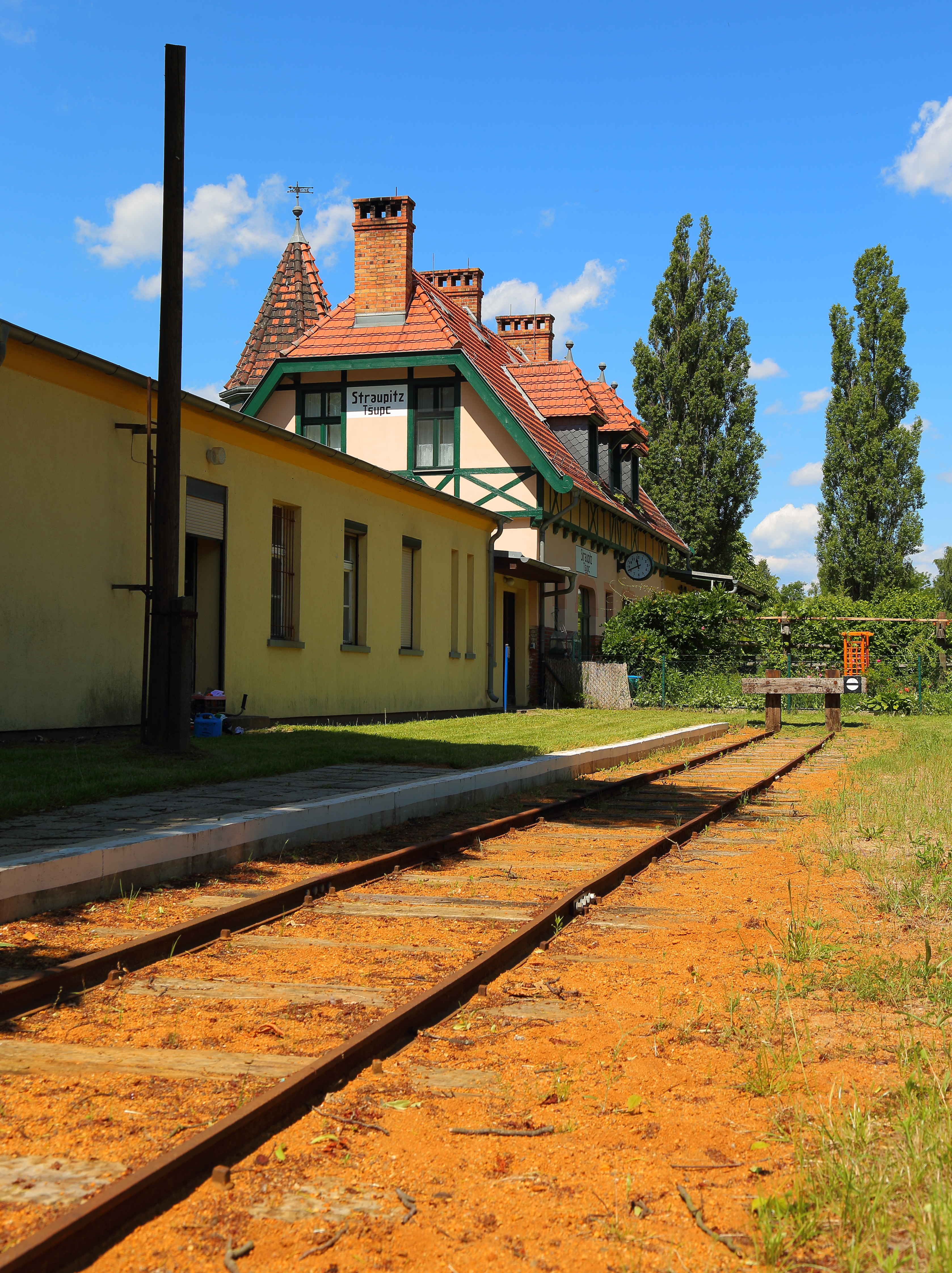
Bahnsteigseite, vorne Schulungsgebäude, hinten Empfangsgebäude (2014)

Der Bahnhof Straupitz war neben dem Spreewaldbahnhof Lübben und dem Spreewaldbahnhof Cottbus der  Betriebsmittelpunkt der Lübbener-Cottbuser-Kreisbahn (LCK), neben dem Bahnhof bestand dort auch ein Bahnbetriebswerk. Die Grundsteinlegung für das Empfangsgebäude erfolgte am 15. März 1897. Die erste Teilstrecke der Bahn zwischen Lübben Ost und Byhlen, an der auch der Straupitzer Bahnhof lag, wurde am 29. Mai 1898 für den Verkehr freigegeben. In Straupitz vereinigten sich die Strecke von Lübben nach Byhlen mit dem Teilstück der Spreewaldbahn, das nach Goyatz führte.
Zu Beginn des 20. Jahrhunderts wurde nördlich vom Straupitzer Bahnhof zwischen den Streckengleisen von Lübben und Goyatz ein Bahnbetriebswerk errichtet. Dieses umfasste einen Lokomotivschuppen mit drei Ständen, eine Wagenwerkstatt und Drehscheibe sowie ein Verwaltungsgebäude mit Wasserturm. Im Jahr 1953 wurde südlich des Empfangsgebäudes ein Schulungszentrum angebaut.
Am 26. Mai 1967 wurde der Güterverkehr ab dem Bahnhof Straupitz nach Lübben eingestellt, am 24. September 1967 endeten auch die aus Cottbus kommenden Personenzüge in Straupitz. Zwischen Cottbus und Goyatz blieb der Personenverkehr noch einige Jahre aufrechterhalten, die letzte Personenfahrt auf der Strecke endete am frühen Morgen des 4. Januar 1970 mit dem aus Cottbus kommenden Zug 99 5703 am Bahnhof in Straupitz. Das Streckengleis wurde nach der Stilllegung der Strecke abgebaut.

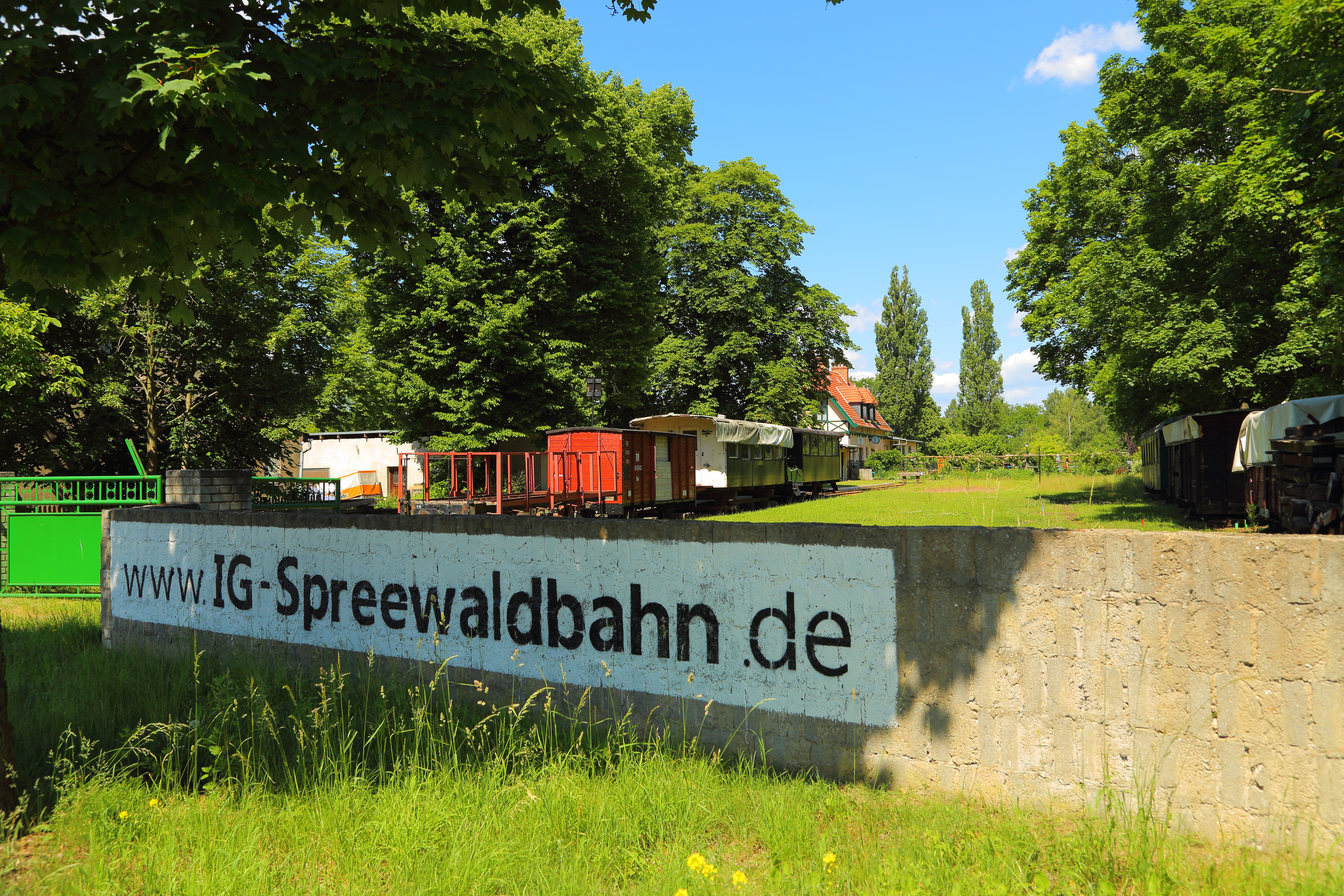
Ausstellung der IG Spreewaldbahn (2014)

Das Empfangsgebäude befindet sich in Privatbesitz. Ab 2003 wurde es saniert und dient als Wohnhaus. Im Güterschuppen  befindet sich ein Café mit Laden. Die weitgehend noch erhaltenen Anlagen des Bahnbetriebswerkes verfallen nach verschiedenen Zwischennutzungen.
Im September 2008 gründete sich in Straupitz die „Interessengemeinschaft Spreewaldbahn“ zur Bewahrung der erhaltenen Objekte der Spreewaldbahn, unter anderem mehrere Wagenkästen. Sie nutzt das Schulungsgebäude und den südlichen Bahnhofsbereich. Im Sommer 2010 wurden am Bahnhof Straupitz unter anderem 40 Meter Gleis wieder aufgebaut, in der folgenden Zeit entstanden Ausstellungen zur Spreewaldbahn, deren Umfang mit der Zeit erweitert wurde. Des Weiteren findet auf dem Gelände alle zwei Jahre das „Spreewaldfest“ statt.

## Architektur
Das Empfangsgebäude ist, wie alle Empfangsgebäude der Spreewaldbahnhöfe, an den englischen Landhausstil angelehnt. Es ist ein eingeschossiger Bau aus Ziegelmauerwerk mit einem Krüppelwalmdach. An der südwestlichen Gebäudeseite befindet sich ein rechteckiger Turm mit oktogonalem Aufsatz und Spitzhelm, der auf dem Dach von zwei Zwerchhäusern flankiert wird. Auf der Bahnsteigseite befinden sich drei weitere Zwerchhäuser auf dem Dach. Der Kniestock ist umlaufend als Fachwerk ausgeführt. Im Norden schließt sich ein niedriger Güterschuppen mit Flachdach an.